# 難民キャンプ

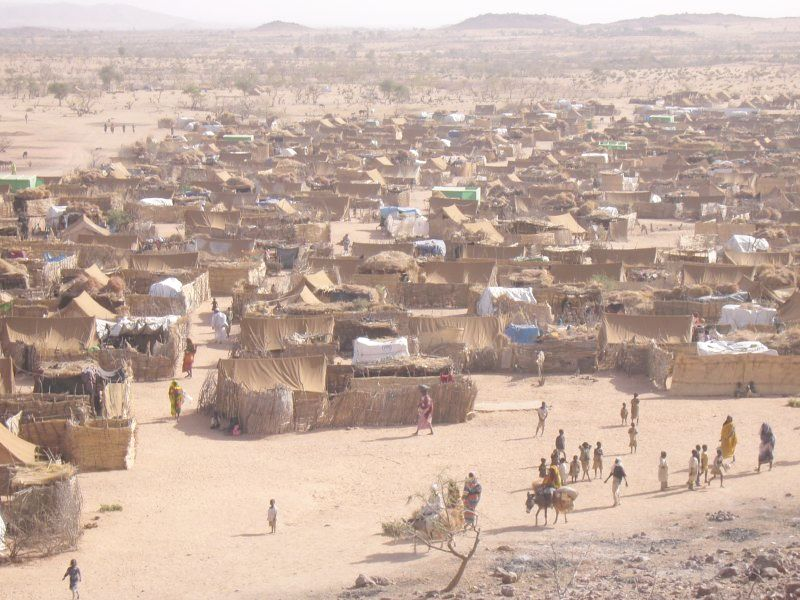
2005年、チャドの難民キャンプ

難民キャンプ（なんみんキャンプ、英: Refugee camp）は、難民が集中して避難、居住する場所（キャンプ地）のこと。

## 概要
戦争、内乱、自然災害、伝染病の災難を避けるため、居住地を捨て、母国の国境を越えて難民となった者が集まり、居住することで発生する。初期段階または国際的に注目を浴びない地域では、自然発生的なキャンプとなるが、一般にはキャンプ地発生国やNGO、政府間組織、国際赤十字などが、居住環境やインフラ整備などの便宜を図り、居住環境が充実していくこともある。
パレスチナ難民の例のように、紛争や戦争が固定化すると数十年も存続する例もあり、定住民（現地民）との定義が曖昧になったり、元々住んでた人々と軋轢が起きることもある。

## キャンプの設計
一般に難民キャンプは、その外見や快適性を極端に切り詰めて設計される、もしくは成り行きにまかせたまま形成されるため、人間の基本的なニーズの最低限のレベルをようやく充足させる程度のものでしかない。
難民となる原因となった内乱が終結した時には、直ちに故郷に難民が帰還することを前提として、短期間かつ最小限のニーズに合わせた住環境が整えられていく。この過程で、快適性や充実感の水準設定が国際連合難民高等弁務官事務所（UNHCR）を始めとした、支援団体内で議論となることがある。
これは、収容者のキャンプへの依存の高まりから、労働を忌避する傾向が生じること、また、祖国へ帰還する意欲を失うことにつながるためである。

## 居住上の問題点
支援が受けられないキャンプでは飢餓が発生するほか、支援があったとしても公衆衛生の改善は後回しになることが多いため、コレラなどの伝染病が蔓延することもある。
避難民自体が祖国を捨てた反政府主義者と見なされることから、軍事組織などから越境攻撃を受ける例もある。ダルフール紛争では、難民キャンプ地が襲撃され多数の死傷者を出している。
短期的に最低限の安全や衣食住が確保されても、長期的にみればキャンプ地での不安定な環境から精神に障害が出る可能性も高く、キャンプで産まれた子どもたちが成長する過程精神発達に支障が出る恐れも考えられている。

## 設備
難民キャンプには、次のようなものが備わっていることが望ましいが、地政学上の問題や宗教の違いなどにより民間支援に多寡が生じることから、全てのキャンプの水準が一定であることはない。
- 睡眠、休息場所 - テント、仮設住宅
- 衛生施設 - トイレ、洗濯の場所
- 給水施設 - 浄水施設、給水タンク
- 医療施設 - 診療所、病院
- コミュニケーション手段 - ラジオ、無料国際電話
- 学校 - 小学校

## 大規模な難民キャンプが生じた戦争、内乱
数十万人規模の難民が難民キャンプを形成した事例
- パレスチナ問題：1946年から現在までヨルダン、レバノンなどイスラエル周辺諸国に存続。当初は、数十万人規模であったが分断が固定化したためキャンプ地に家を建て、キャンプ村を形成している。所在国の定住許可を得てキャンプ地以外に居住する難民も多い。 
  - キャンプ：イルビド、ザルカ、ジャラシュ、ナハル・アル＝バーリド、ハーンユーニス
- カンボジア内戦：1972年頃から1992年頃までタイ - カンボジア国境に成立、極めて多数のキャンプに数十万人規模。カンボジア総選挙に伴い帰還運動が進められたため、一斉にキャンプが解消された希有の例。 
  - キャンプ：カオイダン、サイト2
- アフガニスタン侵攻以降：1980年から現在までパキスタンをはじめイランなどアフガニスタン周辺諸国で成立。1980年代初頭のソビエト連邦によるアフガニスタン侵攻から、2000年代後半のタリバーン掃討作戦まで、断続的に難民の避難と帰還が続き、100万人以上の避難民がキャンプ地を経て移動した。2021年に再びターリバーンが復権（2021年ターリバーン攻勢）すると多数の難民が生じたが、空路により遠方へ移動するケースも多く、隣国のタジキスタンやイラン国境沿いのキャンプにたどり着いた難民は一部に留まった[1]。
  - キャンプ：ジャロザイ
  - 2001年以降に新しく設置されたカイバル・パクトゥンクワ州内のキャンプ：
    - Kotkai, バジャウル（Bajaur）, Shalman, Old Bagzai, Basu, Ashgaru
- ブータン国内の反政府運動激化：1990年頃から現在までネパールに成立。7つのキャンプに10万人以上のネパール系ブータン避難民が居住。 
  - キャンプ：ベルダンギ、ゴールドハップ、ティマイ、クドゥナバリ
- ソマリア内戦：1990年代から現在までケニア国境線沿いに成立。40万人以上とも推測されるが、帰還が断続的に行われているため実数は不明。 
  - キャンプ：ケニア北東部ダダーブ。40万人が住むとされ、ここで生まれ育った者もいる。世界最大の難民キャンプとされる[2]。
  - イエメンでは2011年10月現在で、ソマリア人難民20万491人を受け入れている。（UNHCRの報道官が2011年11月18日ジュネーブの記者会見で発表）
- ダルフール紛争：2003年から現在までチャド東部で成立。12のキャンプに約20万人。これとは別に、チャド南部には2003年の中央アフリカで発生したクーデターから逃れてきた難民のキャンプが数万規模で成立している。
  - キャンプ：カルマ
- ミャンマー連邦内民族紛争
  - キャンプ：ヌポキャンプ、メラキャンプ
- スリランカ内戦
  - キャンプ：マンダパム・キャンプ
- チュニジア ジャスミン革命
  - キャンプ：ランペドゥーザ島
- リベリア内戦：1989-1996年、1999-2003年。　死者15万人以上、難民30万人以上
  - キャンプ：ブドゥブラム
- シエラレオネ内戦：1991-2002年。　死者7万5000人以上
  - キャンプ：ブドゥブラム